# آسیاسافت
آسیاسافت (انگلیسی: Asiasoft) شرکت انتشارات تایلندی است، که در سال ۲۰۰۱ تأسیس شد.